# The Reading 120
La The Reading 120 es una competición de ciclismo profesional estadounidense que se disputa en el Condado de Bucks (Pensilvania), el sábado del segundo fin de semana del mes de septiembre.
Llamada hasta 2011 Univest Grand Prix, se disputa desde 1998. Desde la creación de los Circuitos Continentales UCI en 2005 forma parte del UCI America Tour dentro de la categoría 1.2. Además, desde 2010 es puntuable para el USA Cycling National Racing Calendar.
Además de desarrollarse la prueba profesional al día siguiente se corre el Univest Gran Prix Criterium pero este no se encuentra dentro del calendario internacional, excepto en las ediciones de 2009 y 2010 en que se tomaron las 2 competiciones como una sola de 2 etapas y de categoría 2.2.
Tras 14 años, en 2012 la empresa Univest decidió abandonar el apoyo a la prueba, tomando el relevo la consecionaria de automóviles Thompson siendo denominada Thompson Bucks County Classic.
En 2015 pasó a llamarse The Reading 120.

## Palmarés
| Año  | Ganador             | Segundo             | Tercero                  |
| ---- | ------------------- | ------------------- | ------------------------ |
| 1999 | Alexandre Lavallée  | Tom Boonen          | Joe Papp                 |
| 2000 | Bert De Waele       | Stéphane Auroux     | Kenneth Mercken          |
| 2001 | No se disputó       | No se disputó       | No se disputó            |
| 2002 | Todd Herriott       | Cameron Hughes      | Peter Knudsen            |
| 2003 | Ted Huang           | Kevin Bouchard-Hall | Matthew Svatek           |
| 2004 | Stéphane Bonsergent | Pascal Lievens      | Kevin Maene              |
| 2005 | Michael Friedman    | Chad Hartley        | David Clinger            |
| 2006 | Shawn Milne         | Fausto Esparza      | Sean Sullivan            |
| 2007 | William Frischkorn  | Ryan Roth           | John Fredy Parra         |
| 2008 | Lucas Euser         | Fredrik Ericsson    | Jonathan Patrick McCarty |
| 2009 | Volodomyr Starchyk  | Philipp Mamos       | Patrik Stenberg          |
| 2010 | Jonas Ahlstrand     | Michael Olsson      | Alex Candelario          |
| 2011 | Ryan Roth           | Frank Pipp          | Tom Zirbel               |
| 2012 | Patrick Bevin       | Logan Hutchings     | Rob Britton              |
| 2013 | Kiel Reijnen        | Joseph Lewis        | Matt Cooke               |
| 2014 | Zachary Bell        | Stephen Leece       | Jesse Anthony            |
| 2015 | Daniel Summerhill   | Toms Skujiņš        | Chris Jones              |
| 2016 | Oscar Clark         | Eric Marcotte       | Andžs Flaksis            |

- En amarillo, ediciones amateur.

## Palmarés por países
| País           | Victorias |
| -------------- | --------- |
| Estados Unidos | 9         |
| Canadá         | 3         |
| Bélgica        | 1         |
| Francia        | 1         |
| Ucrania        | 1         |
| Suecia         | 1         |
| Nueva Zelanda  | 1         |